# دراغوس جورجي
دراغوس جورجي هو لاعب كرة قدم روماني في مركز الوسط، ولد في 10 يناير 1999 في بلويشت في رومانيا. لعب مع نادي أسترا جورجو.

## وصلات خارجية
- دراغوس جورجي على موقع قاعدة بيانات كرة القدم.إي يو (الإنجليزية)
- دراغوس جورجي على موقع Soccerway.com (الإنجليزية)